# 21441 Stevencondie
21441 Stevencondie è un asteroide della fascia principale. Scoperto nel 1998, presenta un'orbita caratterizzata da un semiasse maggiore pari a 2,4833432 UA e da un'eccentricità di 0,1473231, inclinata di 5,13396° rispetto all'eclittica.